# Speluncasina
Speluncasina is een geslacht van rechtvleugeligen uit de familie krekels (Gryllidae). De wetenschappelijke naam van dit geslacht is voor het eerst geldig gepubliceerd in 2012 door Desutter-Grandcolas.

## Soorten
Het geslacht Speluncasina  is monotypisch en omvat slechts de volgende soort:
- Speluncasina annandalei (Chopard, 1928)